# どろめ
どろめは土佐（高知県）の方言でいわしの稚魚（生しらす）のことである。
土佐の海産珍味として古よりご飯の伴として愛されている。
マイワシ、ウルメイワシなどイワシには数種あるが、イワシの稚魚の中ではカタクチイワシが最も品質が高いとされている。